# El Gastor
El Gastor è un comune spagnolo di 1 898 abitanti situato nella comunità autonoma dell'Andalusia.

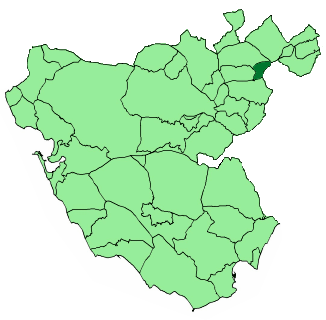
Mappa del comune nella provincia

## Geografia fisica
Il territorio è attraversato dal fiume Guadalete.